# Hildegund von Geseke
Hildegund von Geseke (Hildegundis) (* 10. Jahrhundert; † 1024) war von 1014 bis 1024 Äbtissin des Frauenstifts Geseke.

## Leben
Hildegund war eine Enkelin des Grafen Hahold. Als Vater wird ein Bernhard genannt.
Ehe sie in das Stift Geseke eintrat, war sie verheiratet. Ihr Mann war Amelung, Sohn von Ekbert (Einauge) von Saksen recte:Sachsen-Billung, Graf im Ambergau, und dessen Ehefrau Frederuna von Meiszen recte: Meißen. Ekbert vom Ambergau war der Sohn von Wichman I. von Saksen Sachsen⁶-Billung. Mit Amelung hatte sie die Söhne Dodiko und Sigebode I.
Hildegund war die letzte Äbtissin von Geseke aus der Gründerfamilie der Haholde. Als eine zentrale Aufgabe des Stifts nannte sie das Gebetsgedenken für die Stifter aus ihrer Familie. Sie übertrug das Stift 1014 dem Schutz der Kölner Erzbischöfe in Person Heriberts. Dabei war ihre Stellung als Mitglied der Stifterfamilie so stark, dass dies ohne Beteiligung des Königs vor sich gehen konnte. Der Erzbischof verlieh dem Stift den Zehnten von fünfzig Tagewerken und erhielt dafür den Rekognitionszins von 50 Schilling jährlich. Damit hatte das Stift einen von der Kölner Kirche zu bestimmenden Vogt und die Zustimmung des Erzbischofs zur Wahl der frei gewählten Äbtissin zu akzeptieren. Als Grund für den Schritt gab Hildegund unter anderem ihr Alter an. Dabei spielte aber möglicherweise auch eine Rolle, dass sie verhindern wollte, dass das Stift in die Hand von Bischof Meinwerk von Paderborn geriet, der Grafenrechte erwarb und ihre Familie in Bedrängnis brachte. Sie sah sich als letzte Angehörige des Geschlechts und wollte das Stift in größerer Sicherheit sehen. Dieser Schritt bedeutete eine Abhängigkeit von Köln und war die rechtliche Basis der Gemeinschaft für die folgenden Jahrhunderte.
Die erhaltene Urkunde über die Unterschutzstellung hat sich inzwischen als Fälschung herausgestellt. Der Inhalt selbst gilt aber als gesichert. An die Stelle des Grafen trat der erzbischöfliche Vogt Thiemo. Der frühere Vogt war ein Graf Sikko. Ein Sikko und eine Äbtissin Hildegund werden auch in einer Urkunde des Stifts Dietkirchen bei Bonn genannt, so dass man vermutet hat, Hildegund sei auch dort Äbtissin gewesen. Möglicherweise war auch sie es, die die zum Stift gehörende Kapelle auf dem Borberg bei Brilon an einen nicht genannten Empfänger abgab, ohne dabei den Konvent zu konsultieren.
Schon 1011 und 1014 ließ sie Vorbehalte gegenüber Bischof Meinwerk von Paderborn erkennen. Mit ihrem Einverständnis übergab aber ihr Sohn Dodiko nach dem Unfalltod seines einzigen Sohnes dem Bischof von Paderborn 1018 seinen Allodbesitz. Den Lehnsanteil seines Besitzes übertrug Heinrich II. 1021 an Meinwerk. Als Mutter und Erbin wurde Hildegund dabei übergangen. Einem Tauschgeschäft ihres zweiten Sohnes Sigibodo mit der Paderborner Kirche hatte sie 1018 zugestimmt. Als Erbin ihres Sohnes Sigibodo und seiner Frau – diese waren inzwischen verstorben – focht sie deren Schenkungen auf dem Fürstentag in Herzfeld nach der Wahl Konrads II. 1024 an, konnte sich aber nicht damit durchsetzen. Möglicherweise war einer ihrer Enkel zu dieser Zeit Vogt und begleitete sie zu der Versammlung.
Zusammen mit der ersten Äbtissin Wichburga wurde ihrer als Stiftsgründerin mindestens noch im 17. Jahrhundert gedacht.